# Linguatormyia teletacta
Linguatormyia teletacta — викопний вид двокрилих комах вимерлої родини Zhangsolvidae, що існував у крейдовому періоді (99-94 млн років тому).

## Скам'янілості
Комаху виявлено у бірманському бурштині.

## Опис
Зовні схожі на невеликих мух з довгим хоботком. Тіло завдовжки 9 мм. Довжина крила 8,6 мм. Хоботок в 4 рази більший за довжину голови. За допомогою хоботка комаха живилася нектаром та пилком. Ця муха, можливо, була запилювачем бенетитів.